# بلاوبويرن
بلوابويرن (بالألمانية: Blaubeuren) هي بلدة، مدينة وبلدة ألمانية تقع في ألمانيا في منطقة ألب دانوب [الإنجليزية]. يقدر عدد سكانها بـ 11,870 نسمة .

## المدن التوأمة
مدن تارانت، Brecknockshire، Kryštofovo Údolí و هي مدن توأمة لـبلوابويرن.